# Хауз

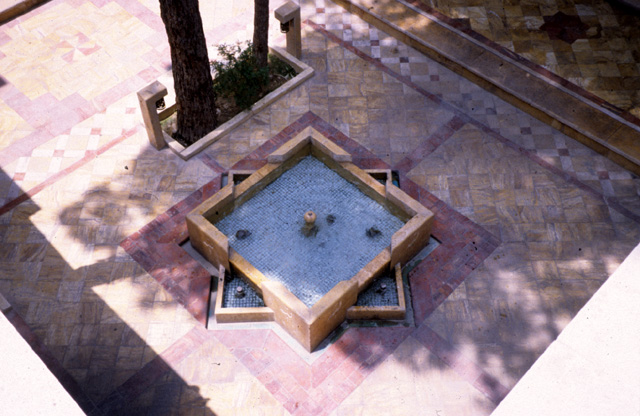
Хауз в виде руб аль-хизба

Хау́з (перс. حوض [hauz] от араб. حوض‎, «водоём») — гидротехническое сооружение в Центральной и Южной Азии, в некоторых странах Ближнего и Среднего Востока — искусственный водоём, резервуар питьевой воды часто при мечетях, на городских площадях, в садах; обычно прямоугольный в плане, укреплённый по берегам посадкой деревьев или отделанный каменной облицовкой.

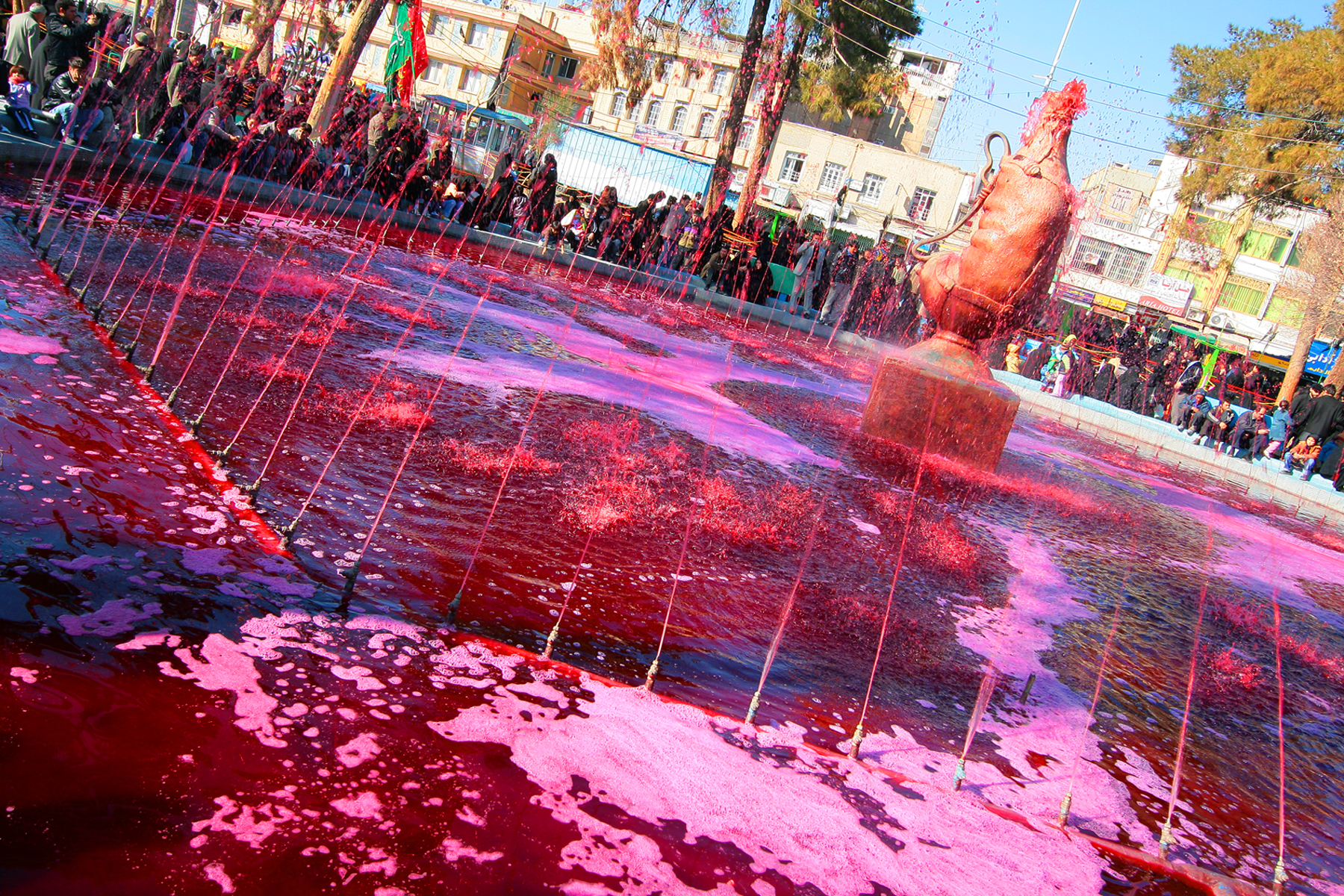
Хауз

Хаузы строили в основном квадратной или круглой формы. Для облицовки стен водоёма использовали брусья из ореховых и смолистых хвойных деревьев. Иногда использовали жжёный кирпич. Однако в большинстве случаев многочисленные хаузы городских кварталов были земляными. В эпоху Тимуридов стандартный хауз имел сторону в 20 зир.
В XIV-XIX веках вся жизнь многих городов, по сути, сосредоточивалась вокруг хауза. Люди заботились о них, постоянно укрепляли их берега, любовно обсаживали деревьями, заботливо очищали арыки и передавали из поколения в поколение назидания потомству сохранять хаузы и арыки — источники воды.
Плохо ухоженные хаузы становились рассадниками различных заболеваний, связанных с водой. Так через хаузы в Центральной Азии распространялась ришта, пендинская язва, малярия и другие.
Большое количество систем хаузов и арыков по сей день расположено в историческом центре города Самарканд, включённого в Списки объектов всемирного наследия ЮНЕСКО.

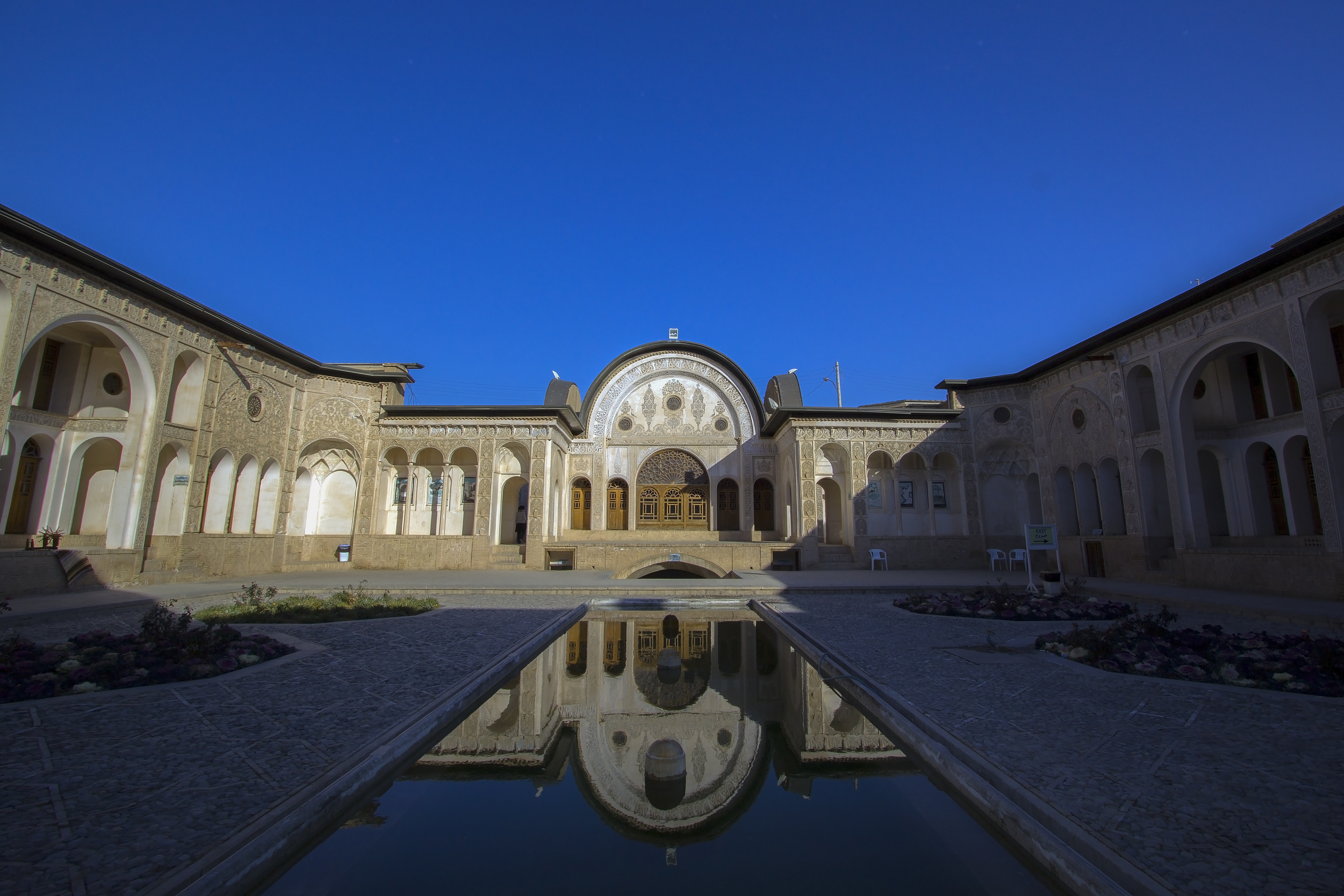
Хауз

## Хаузы сегодня
С приходом водопровода хаузы и арыки перестали служить источниками питьевой воды и постепенно пришли в упадок. А поскольку водопоглощающая способность колодцев ограничена, арыки, хаузы, сардобы стали превращаться в открытую канализацию и из источников жизни превратились в рассадники болезней.
На протяжении десятилетий многие хаузы оказались засыпаны, часть переоборудована в неглубокие фонтаны. Ныне хаузы используются в основном как противопожарные водоёмы, обеспечивают необходимый микроклимат в городах с жарко-сухим климатом.